# Théorème de l'élément primitif
En mathématiques, et plus spécifiquement en algèbre, le théorème de l'élément primitif est un des théorèmes de base de la théorie des corps. Il stipule que toute extension finie séparable est simple, c'est-à-dire engendrée par un seul élément, appelé élément primitif.
Une extension algébrique L d'un corps K est dite séparable si le polynôme minimal de tout élément de L n'admet que des racines simples (dans une clôture algébrique de K).
On démontre l'équivalence de cette définition avec la définition suivante : une extension finie est séparable si et seulement si le nombre de morphismes de l'extension dans la clôture algébrique laissant invariant le corps de base est égal au degré de l'extension. 
Le théorème de l'élément primitif, énoncé pour la première fois par Abel dans un mémoire posthume, et démontré par Évariste Galois, peut être utilisé pour simplifier l'exposé de la théorie de Galois, quoique la plupart des exposés modernes suivent la démarche indépendante d'Artin ; c'est d'ailleurs par ce théorème que commence la démonstration originale de Galois. À l'inverse, comme dans la méthode d'Artin, on peut regarder ce théorème comme une conséquence simple de cette théorie, fait lui aussi reconnu explicitement par Galois. 

## Exemples explicites
- Dans certains cas simples d'extensions, on peut construire explicitement un élément primitif[4]. Ainsi, prenons K = ℚ et L = ℚ(√2, √3) (L est une extension séparable de K, voir ci-dessous) ; montrons que L = ℚ(α), avec α = √2 + √3. Il est clair qu'il suffit de démontrer que √2 est dans ℚ(α) (car √3 = α – √2 le sera alors aussi), or en développant l'équation (α – √2)2 = 3, on trouve √2 = (α2 – 1)/(2α).

En général, en supposant que K est infini et que L est une extension finie et séparable sur K, la construction de van der Waerden (mentionnée plus bas dans cet article) assure que pour tout système de générateurs α1, α2, ... αn, de L sur K, il existe un élément primitif de la forme θ = λ1α1 + ... + λnαn, les λi pouvant être choisis dans n'importe quelle partie infinie donnée de K. C'est une version améliorée d'un théorème démontré par Galois, selon lequel, si L est le corps de décomposition d'un polynôme P à coefficients dans K, il existe un élément primitif pour L/K de la forme θ = λ1α1 + ... + λnαn, les αi étant les n racines de P (section La démonstration originale de Galois). Néanmoins, ces constructions restent toutes théoriques, à moins de disposer d'une représentation de l'extension L/K.
- Le théorème de l'élément primitif assure que toute extension finie séparable possède un élément primitif. Un exemple d'extension qui n'en possède pas doit donc être cherché en caractéristique p. En voici un explicite : Soit K = Fp(X,Y), et L = K(X1/p, Y1/p). Alors [L : K] = p2. Mais pour tout t dans L, tp appartient à K (en caractéristique p, (a + b)p = ap + bp). Ce qui implique que [K(t) : K] divise p et donc L ≠ K(t). L'extension L/K ne peut donc être engendrée par un seul élément t de L.

## Histoire et usage
Le théorème de l'élément primitif, tout d'abord cité sans démonstration dans un mémoire posthume d'Abel, fut démontré et employé par Galois pour exposer sa théorie dans son mémoire de 1832. Cette démonstration ne fut publiée qu'en 1846 par Liouville, dans le Journal de mathématiques, avec le reste du mémoire. 
Il est, dans la théorie des corps, utilisé dans une quantité de théorèmes et de démonstrations. Mais l'exposition de tels résultats dépasse le cadre de cet article. 
À quelques exceptions près, la méthode utilisée par Galois pour établir sa théorie, fondée sur le théorème de l'élément primitif, a généralement été abandonnée au profit de la démarche d'Artin, essentiellement fondée sur le décompte du nombre des extensions des monomorphismes dans les extensions finies. D'un point de vue épistémologique, on est en droit de s'interroger sur les raisons de l'abandon du théorème de l'élément primitif comme principe simplificateur de la théorie de Galois. D'un côté, la présentation de cette théorie au moyen du théorème de l'élément primitif peut être perçue comme plus simple et plus légère pour l'esprit, lui offrant toute la simplicité conceptuelle possible. D'un autre côté, la démonstration de ce théorème, si on la veut complètement indépendante de la méthode d'Artin, peut sembler devoir faire intervenir un certain nombre de résultats de la théorie des équations (le théorème des fonctions symétriques par exemple), ainsi qu'un jeu d'une finesse assez complexe entre les variables. La méthode d'Artin, qui ne fait pas intervenir de lemmes extérieurs et dont les démonstrations sont relativement faciles à suivre, peut alors être perçue comme plus rigoureuse et d'une simplicité démonstrative supérieure. 
D'autre part, on ne peut ignorer l'aspect théorique de la démarche d'Artin : plutôt que d'utiliser des théorèmes ad hoc pour comprendre la géométrie d'un objet, un théoricien préfèrera en général obtenir ces théorèmes comme une conséquence de l'étude de cette géométrie. 
En l'occurrence, il est plus satisfaisant, d'un point de vue purement théorique, d'obtenir des théorèmes tels que le théorème des fonctions symétriques ou celui de l'élément primitif comme conséquence de la théorie de Galois, établie au moyen de considérations géométriques seulement (groupe d'automorphismes), que de déduire la théorie de ces théorèmes. 
On doit d'ailleurs observer que l'idée essentielle de cette démarche avait été parfaitement reconnue par Galois, comme le montre ce commentaire de Galois lui-même, faisant suite à la démonstration du théorème principal de sa théorie : 
« Je dois observer que j'avais d'abord démontré le théorème autrement, sans penser à me servir de cette propriété très simple des équations, propriété que je regardais comme une conséquence du théorème. C'est la lecture d'un mémoire [fragment de ligne indéchiffrable, possiblement « d'Abel » ou « de Libri »] qui m'a suggéré [fragment de ligne indéchiffrable, reconstitution possible : « l'idée de la démonstration. »] »

## Énoncé du théorème et caractérisation des extensions simples
Le théorème de l'élément primitif s'énonce en quelques mots :

Toute extension séparable finie est simple.
On peut se demander en général comment caractériser les extensions finies simples. La réponse est fournie par un théorème dû à Artin,, qui est souvent présenté sous un même titre, ou indifférencié du théorème de l'élément primitif : 

Une extension finie est simple si et seulement si elle contient un nombre fini de corps intermédiaires.
Contrairement à une certaine opinion, ce théorème, qu'on nomme parfois 
« caractérisation des extensions simples d'Artin » ou « théorème de l'élément primitif d'Artin », ne tend pas à remplacer le théorème de l'élément primitif
proprement dit, quoiqu'il serve souvent à le démontrer. 
En effet, ces deux théorèmes ne sont pas interchangeable dans les applications : le théorème 
de l'élément primitif proprement dit est un instrument théorique et pratique précieux, de loin plus employé que le théorème 
d'Artin ; inversement, même dans le cas séparable, il est des circonstances où la caractérisation d'Artin permet d'obtenir aisément 
la simplicité d'une extension, alors que ce serait plus difficile ou impossible avec le théorème de l'élément primitif 
(on pourra s'en convaincre par l'exemple ci-après). 
D'ailleurs, si on peut facilement démontrer le théorème de l'élément primitif au moyen du théorème d'Artin, cette déduction n'est pas plus simple
que des démonstrations directes telles que celle de van der Waerden présentée plus bas.
Une autre caractérisation des extensions simples, beaucoup moins connue, a été rédigée par van der Waerden dans son célèbre ouvrage.

Soit K un corps de caractéristique p > 0, et L une extension finie de K. On note pe l'exposant du groupe abélien quotient A = L˟/L˟sep, c'est-à-dire le plus petit entier e tel que xpe ∈ Lsep pour tout x de L. Alors L/K est simple si et seulement si pe = [L : Lsep].

### Exemples d'application du théorème de l'élément primitif
D'abord, la théorie de Galois, y compris les théorèmes d'extension et de décompte
des morphismes de corps, peut être largement simplifiée par ce théorème.
En outre, les applications théoriques et pratiques abondent dans la littérature.
Voici un exemple :

Proposition : Soit L/K une extension séparable. 
Si le degré de tout élément x de L est borné par un nombre donné C, alors L/K est finie de degré au plus C.

Car si l'extension L/K était infinie, elle contiendrait des sous-extensions (séparables) finies de K de
degré arbitrairement grand, donc etc.

### Exemple d'application de la caractérisation des extensions simples d'Artin
Toute sous-extension d'une extension simple finie est simple.
En effet, si cette sous-extension contenait un nombre infini de corps intermédiaires,
il en serait de même pour toute sur-extension finie, qui ne pourrait donc être simple. 

### Exemple d'extension finie contenant un nombre infini d'extensions intermédiaires
C'est peut-être un fait surprenant qu'une extension finie puisse contenir un nombre
infini de sous-extensions. Pour s'en convaincre, reprenons l'exemple de la première
section. On pose comme précédemment 
K = Fp(X, Y) et L = K(X1/p,Y1/p). 
Considérons les éléments de la forme tc = X1/p +  c Y1/p, 
où c varie dans un sous-ensemble infini de K, 
et montrons que les corps intermédiaires
K(ta) et K(tb) sont distincts lorsque a et b le sont.
Si tel n'était le cas, on aurait K(ta) = K(tb) pour un certain couple
(a,b), donc il existerait un polynôme P(T) à coefficient dans K 
tel que ta = P(tb).
En tenant compte que tbp = X + bpY, on peut supposer que 
P est de degré au plus p - 1. 
Notons que X1/p est de degré p sur Fp[X], et donc aussi sur K[Y1/p] , sans quoi il existerait une
relation de dépendance algébrique entre X et Y. 
Il est d'autre part facile de voir que  P(tb) = Q(X1/p), où Q(V) est un polynôme 
sur K(Y1/p), de même degré et coefficient directeur que P. 
De plus la relation ta = P(tb) implique 
Q(X1/p)  - X1/p - a Y1/p = 0, ce qui n'est
possible que si Q(V) = V + aY1/p, car
Q est de degré au plus p - 1 et X1/p est de degré p sur K(Y1/p).
Ainsi, P, tout comme Q, est unitaire et de degré 1 : P(T) = T + h(X, Y). Mais alors la relation 
ta = P(tb) implique aY1/p = bY1/p + h(X, Y), 
ce qui est impossible car a ≠ b et Y1/p est de degré p>1 sur K.

## Démonstration
La construction de van der Waerden, reproduite dans la section suivante, fournit une démonstration constructive courte et élémentaire de l'existence d'un élément primitif. En voici une autre un peu plus théorique et tout aussi rapide.
Si K est un corps fini, alors le groupe multiplicatif associé à L est cyclique. Si α est choisi parmi les éléments générateurs du groupe alors K(α) = L et le théorème est démontré, sans même utiliser l'hypothèse de séparabilité.
Supposons donc désormais que K est infini.
Soit n = [L : K]. Par séparabilité, il existe n morphismes de L dans sa clôture algébrique Ω laissant K invariant. Considérons Vi,j l'ensemble des vecteurs de L ayant même image par le ie et le je morphisme. Vi,j est un sous-espace vectoriel différent de L. Une propriété des réunions des espaces vectoriels montre que la réunion des Vi,j n'est pas égale à L. Il existe donc un élément α de L qui n'est élément d'aucun Vi,j, c'est-à-dire dont les images par les n morphismes sont distinctes. Son polynôme minimal sur K admet donc n racines distinctes. Ainsi, la dimension du sous-espace vectoriel K(α) est supérieure ou égale à la dimension n de l'espace vectoriel L. Les deux espaces sont donc égaux.

## Généralisations

### Construction de van der Waerden
La construction de van der Waerden, fournit un procédé effectif simple de construction d'un élément primitif, à partir d'un système de générateurs fini d'une extension séparable. En fait, outre le fait qu'elle permet de supposer la forme linéaire d'un tel élément, elle donne un peu plus : elle assure l'existence d'un élément primitif, lors même qu'un des générateurs du système n'est pas séparable.

Énoncé : Soit K un corps infini, et α1, α2, ... αn des éléments algébriques sur K. On suppose que tous ces éléments sont séparables sur K, sauf peut-être  α1, et on pose L = K(α1, α2, ... αn). Alors
1. il existe un élément primitif de L/K de la forme  θ = α1 + λ2α2 + ... + λnαn, les λi pouvant être choisis dans n'importe quelle partie infinie donnée de K ;
2. si tous les  αi sont séparables, alors θ peut être supposé séparable.

Notons que puisque le groupe multiplicatif d'un corps fini est engendré par un seul élément, toute extension finie
d'un corps fini est simple, et admet donc un élément primitif. 
Ainsi, le procédé de construction de van der Waerden implique le théorème de l'élément primitif.

#### Remarque
La deuxième partie du théorème est évidemment une conséquence du fait qu'un système de générateurs séparables engendre une extension séparable, un théorème de base de la théorie des corps. Mais justement, l'intérêt de cette deuxième assertion réside dans le fait qu'elle fournit une démonstration simple dudit théorème, alors que celle-ci prend facilement des allures laborieuses dans de nombreuses expositions (détails dans la boîte déroulante ci-après).

### Théorème de la base normale
Le théorème de la base normale garantit que si L/K est une extension finie galoisienne de corps commutatifs, de groupe de Galois G, alors il existe un élément α de L dont l'orbite Gα est une base du K-espace vectoriel L. En particulier, puisque les conjugués de α sont racines de son polynôme minimal, deg(α, K) = [L : K], donc α est un élément primitif de L/K.
Mais c'est un élément primitif qui jouit d'une propriété supplémentaire particulièrement utile.
On doit cependant noter que le théorème de la base normale exige que L/K soit normale (en plus d'être séparable). Le théorème de l'élément primitif, lui, n'est pas assujetti à cette contrainte supplémentaire.

### Homologue du théorème de l'élément primitif dans les anneaux intègres
Considérons un anneau intègre A de corps de fractions K, et L une extension galoisienne finie de K. 
Supposons que B soit un sous-anneau de L contenant A, dont le corps des fractions est L.
Si A est infini et B est de type fini sur A, on peut, grâce à la construction de van der Waerden, construire un élément primitif θ pour L/K
appartenant à B. Néanmoins, il n'est pas vrai en général que B = A[θ], même si B est un corps de nombres (de type fini sur A),
comme exposée dans la section corps monogènes ci-après.
Lorsqu'une telle propriété a lieu, et que A et B sont intégralement clos, on dit que B/A est une couverture d'anneaux, et que θ est un élément primitif pour cette couverture. Si de plus L/K est galoisienne, alors on parle de couverture galoisienne d'anneaux.  
Une condition suffisante pour assurer l'existence d'un tel élément primitif est la suivante :

Soit A un anneau intégralement clos, de corps de fraction K, et B sa fermeture intégrale dans une extension séparable finie L de K. 
Supposons que θ soit un élément primitif de l'extension L/K, avec θ entier sur A, de polynôme minimal P sur K (donc les coefficients de P sont dans A). Si NL/K(P'(θ)) est une unité de A, alors B = A[θ].
Il y a un cas notoire d'extension d'anneaux B/A, où B est engendré par un unique élément entier sur A : 

Théorème : Supposons que A soit un anneau de valuation discrète, de corps de fractions K et de valuation associée v, et que B soit un anneau de valuation contenant A, de valuation associée w étendant v au corps des fractions L de B. On suppose que L/K est une extension finie. Si L est complet pour la valuation w (ou, ce qui est équivalent, K est complet pour v), et si l'extension de corps résiduels correspondant à w et v est séparable, alors B = A[θ] pour un certain élément θ entier sur A.
C'est une application du lemme d'Hensel, mais on peut aussi en donner une démonstration utilisant des principes de bases. 
Avec les hypothèses du théorème précédent, l'extension B/A est une couverture d'anneaux car tout anneau de valuation est intégralement clos. 
Toujours dans le cadre des anneaux de valuations discrètes, on a encore les conditions très utiles suivantes qui suffisent à assurer la couverture d'anneaux.

Supposons que A soit un anneau de valuation discrète, de corps de fractions K et de valuation associée v, et que L soit une extension de K obtenue en adjoignant la racine θ d'un polynôme irréductible unitaire P à coefficients dans A. Dans Chacun des cas suivants, A[θ] est un anneau de valuation discrète, de valuation associée étendant v :
- l'image de P dans le corps résiduel de v est irréductible (c'est le corps quotient de A par l'unique idéal maximal de A) ;
- P est un polynome d'Eisenstein : tous les coefficients de P (sauf évidemment celui du monôme de plus haut degré) sont de valuation > 0, la valuation du coefficient libre P(0) de P étant de plus astreinte à être de valuation ≤ 1.

#### Corps monogènes
La discussion précédente se spécialise au cas des corps de nombres.
Un corps de nombres algébrique est monogène si son anneau d'entiers est monogène, c'est-à-dire engendré par un unique élément entier 
(un élément primitif de la couverture d'anneau dans la terminologie précédente). 
Autrement dit, si L est une extension algébrique finie de ℚ et si B désigne l'anneau des entiers de L sur ℚ, L est monogène si 
B = ℤ[θ].
Par exemple, les corps de nombres quadratiques, ainsi que les corps de nombres cyclotomiques, sont monogènes.
On sait depuis Dedekind qu'il existe des corps de nombres non monogènes, et c'est d'ailleurs le cas en général. Le premier exemple 
fut donné par Dedekind : il s'agit du corps engendré sur ℚ par une racine du polynôme X3 + X2 - 2X + 8.
On peut aussi montrer que le corps de nombre ℚ(3√175) n'est pas monogène.
Une condition nécessaire pour qu'un corps de nombres soit monogène, d'élément primitif associé θ, est que le discriminant du corps L soit
égal au discriminant du polynôme minimal de θ sur ℚ.

## La démonstration originale de Galois
Le but de cette section n'est pas de retranscrire exactement la démonstration de Galois dans les termes et notations où elle fut énoncée, mais plutôt de traduire cette démonstration en termes modernes, tout en en suivant pas à pas les étapes. 
Cette démonstration prend place dans un cadre où K est un corps infini (un corps intermédiaire entre les rationnels et les nombres complexes originellement), et L est le corps de décomposition d'un polynôme P à coefficients dans K, sans racines multiples. 
Bien entendu, la notion de corps n'existait pas du temps de Galois, mais c'est ainsi qu'on traduit en langage moderne ce qu'il entend par des expressions telles que « adjoindre les racines d'une équation  aux rationnels, » ou bien « être rationnellement connu. » 
D'autre part, sa supposition que L est un corps de décomposition n'est pas aussi restrictive qu'on pourrait le penser : d'abord, toute extension finie, normale et séparable, est le corps de décomposition d'un polynôme sans racines multiples, comme on le voit en multipliant successivement les polynômes minimaux sur K d'un système minimal de générateurs de l'extension L/K. Enfin, en supposant démontré le théorème de l'élément primitif dans le cas où L/K est séparable et normale, il suffirait, pour se débarrasser de l'hypothèse de normalité, de considérer le clos normal de L et d'utiliser ce petit théorème de la théorie des corps qui assure que toute sous-extension d'une extension algébrique simple est simple.
Dans son mémoire, Galois utilise implicitement quelques lemmes de base de la théorie des équations (aujourd'hui intégrée dans la théorie des corps), d'ailleurs bien connus de son temps, à l'exception d'un seul discuté ci-dessous. Trois d'entre eux sont explicités :

### Lemme 1
Si {\displaystyle P(X_{1},X_{2},...,X_{n})} est un polynôme de n variables, non identiquement nul, et si K est infini, alors il existe {\displaystyle a_{1},a_{2},\ldots ,a_{n}\in K} tels que {\displaystyle P(a_{1},a_{2},\ldots ,a_{n})\neq 0}. 
En effet, on peut considérer P comme un polynôme de la variable {\displaystyle X_{1}} sur le corps {\displaystyle K(X_{2},\ldots ,X_{n})}. Comme ce polynôme n'a qu'un nombre fini de racines, tandis que K est infini, il existe {\displaystyle a_{1}} tel que {\displaystyle P(a_{1},X_{2},\ldots ,X_{n})} ne soit pas identiquement nul. En considérant de même {\displaystyle P(a_{1},X_{2},\ldots ,X_{n})} comme un polynôme de la variable {\displaystyle X_{2}} sur le corps {\displaystyle K(a_{1},X_{3},\ldots ,X_{n})}, et en faisant de même pour les autres variables, on démontre de proche en proche l'assertion proposée.

### Lemme 2
Si {\displaystyle \zeta _{1},\zeta _{2},\ldots ,\zeta _{n}} sont les n racines d'un polynôme P irréductible sur K, et si {\displaystyle f(\zeta _{1},\ldots ,\zeta _{n})} est une expression polynomiale symétrique en les {\displaystyle \zeta _{2},\ldots ,\zeta _{n}}, alors {\displaystyle f=F(\zeta _{1})}, pour un certain polynôme F à coefficient dans K. 
La preuve dépend du théorème fondamental des polynômes symétriques, qui implique que f est fonction de {\displaystyle \zeta _{1}} et des fonctions symétriques des {\displaystyle \zeta _{2},\ldots ,\zeta _{n}}. Ces fonctions symétriques sont, au signe près, égales aux coefficients du polynôme {\displaystyle (X-\zeta _{2})(X-\zeta _{3})\cdots (X-\zeta _{n})}. Or ce polynôme est égal à {\displaystyle P/(X-\zeta _{1})}, donc ses coefficients appartiennent à {\displaystyle K(\zeta _{1})} en vertu de la division euclidienne.

### Lemme 3
Ce lemme (ou une méthode équivalente) est nécessaire pour expliciter un point délicat de la démonstration de Galois, dont la preuve a été omise par ce dernier.
Cette partie de la restitution de la démonstration est donc essentiellement conjecturale.
Il stipule que si {\displaystyle \zeta _{1},\ldots ,\zeta _{n}} sont les n racines d'un polynôme irreductible P sur K, alors il existe, pour tout i,j, un K-automorphisme {\displaystyle \varphi } de L/K qui échange {\displaystyle \zeta _{i}} et {\displaystyle \zeta _{j}}. De nos jours, on peut démontrer cette assertion en utilisant d'abord le fait que {\displaystyle K(\zeta _{i})} et {\displaystyle K(\zeta _{j})} sont isomorphes à {\displaystyle K(X)/(P)}, ce qui permet d'étendre l'automorphisme identité en un monomorphisme de corps qui échange {\displaystyle \zeta _{i}} avec {\displaystyle \zeta _{j}}, puis en étendant de proche en proche (de façon quelconque) ce monomorphisme par le même moyen, jusqu'à obtenir l'automorphisme désiré. 
Pour Galois, qui ne pouvait définir la notion d'automorphisme (le concept de correspondance n'était pas même formulé de son temps), il s'agissait de permutations des racines dans une expression algébrique. Il se peut qu'il entrevoyait clairement que ces permutations se répercutaient tout au long des calculs, pour donner des opérations homomorphiques.
Il se peut aussi (et c'est même plus probable) qu'il avait raisonné dans une extension finie du type {\displaystyle K(X_{1},\ldots ,X_{n})/K(\sigma _{1},\ldots ,\sigma _{n})}, où les {\displaystyle \sigma _{i}} sont les fonctions symétriques des {\displaystyle X_{i}}. Par un jeu assez subtil (mais tout à fait à la portée de Galois) entre permutations des variables et substitution des n racines {\displaystyle \zeta _{i}} d'un polynôme irréductible à la place de ces variables, il pourrait avoir justifié le point délicat de la démonstration sans avoir recours à une quelconque intuition du théorème d'extension des automorphismes. 
Quoi qu'il en soit, par souci de commodité, c'est ce théorème d'extension qui sera utilisé dans l'exposition de sa preuve.

### Démonstration
Ceci étant posé, soient {\displaystyle \zeta _{1},\zeta _{2},\ldots ,\zeta _{n}} les n racines du polynôme P dont L est le corps de décomposition. 
D'abord, on choisit un polynôme {\displaystyle R(X_{1},X_{2},\ldots ,X_{n})} sur {\displaystyle K} qui prenne des valeurs différentes pour chaque substitution d'une permutation des {\displaystyle \zeta _{1},\ldots ,\zeta _{n};} par exemple (se contente de dire Galois), on peut choisir {\displaystyle R=a_{1}X_{1}+a_{2}X_{2}+\cdots a_{n}X_{n},} où les {\displaystyle a_{i}} sont convenablement choisis. Pour justifier cette assertion, on utilise le lemme 1: en définissant le polynôme {\displaystyle R'(A_{1},\ldots ,A_{n})} par {\displaystyle R'=A_{1}\zeta _{1}+\ldots A_{n}\zeta _{n},} il suffit de considérer le polynôme produit des polynômes {\displaystyle {R'}^{\sigma _{i}}-{R'}^{\sigma _{j}}\ (i\neq j),} où {\displaystyle \{\sigma _{i}\}} désigne l'ensemble des permutations de {\displaystyle 1,2,\ldots n,} et {\displaystyle {R'}^{\sigma _{k}}} le polynôme obtenu en appliquant la permutation {\displaystyle \sigma } aux index des variables {\displaystyle \zeta _{i}} dans {\displaystyle R'.}
Il s'agit maintenant de démontrer que l'élément {\displaystyle \theta =R(\zeta _{1},\ldots ,\zeta _{n})} est l'élément primitif souhaité.
Une quantité littérale {\displaystyle V} étant donnée, on construit l'expression algébrique {\displaystyle E=\Pi _{\sigma \in G}(V-R(\zeta _{\sigma (1)},\ldots ,\zeta _{\sigma (n)}),} où {\displaystyle G} est l'ensemble des permutations de {\displaystyle 1,2,\ldots ,n} qui laissent fixe {\displaystyle 1}. Autrement dit, {\displaystyle E} est le produit des termes {\displaystyle V-R} où l'on permute les {\displaystyle \zeta _{i}} dans {\displaystyle R} de toutes les façons possibles, en laissant toutefois fixe {\displaystyle \zeta _{1}}. 
Compte tenu du lemme 2, {\displaystyle E=F(V,\zeta _{1})} pour un certain polynôme {\displaystyle F(V,X)} sur {\displaystyle K.}
Maintenant, il est clair que {\displaystyle F(\theta ,\zeta _{1})=0} puisque {\displaystyle G} contient évidemment la permutation identité. Galois affirme alors qu'il est impossible que {\displaystyle F(\theta ,\zeta _{i})=0} pour {\displaystyle i\neq 1,} sans quoi (dit-il), {\displaystyle R} prendrait deux valeurs identiques pour deux permutations différentes, ce qui est contre l'hypothèse. Ici, c'est le lemme 3 qui est utilisé par Galois : on se donne un automorphisme {\displaystyle \varphi } qui échange {\displaystyle \zeta _{1}} et {\displaystyle \zeta _{i},} et on l'applique aux deux membres de l'équation {\displaystyle F(V,\zeta _{1})=\Pi _{\sigma \in G}(V-R(\zeta _{\sigma (1)},\ldots ,\zeta _{\sigma (n)}).} En notant abusivement par la même lettre {\displaystyle \varphi } la permutation de {\displaystyle 1,\ldots n} qui représente {\displaystyle \varphi } en termes de permutations des {\displaystyle \zeta _{i},} on obtient {\displaystyle F(V,\zeta _{i})=\Pi _{\sigma \in G}(V-R(\zeta _{\varphi \sigma (1)},\ldots ,\zeta _{\varphi \sigma (n)}).} Comme {\displaystyle \varphi \sigma (1)=i\neq 1,} il est impossible (en vertu du choix de {\displaystyle R}) qu'un des termes {\displaystyle R(\zeta _{1},\ldots )-R(\zeta _{\varphi \sigma (1)},\ldots )} soit égal à {\displaystyle 0,} et donc que {\displaystyle F(\theta ,\zeta _{i})=0,} ce qui explique l'assertion de Galois.
Finalement, vu que {\displaystyle F(\theta ,\zeta _{1})=0,} le polynôme {\displaystyle F(\theta ,X)} d'une variable {\displaystyle X} a un facteur commun avec {\displaystyle P}. Ce facteur ne peut être que {\displaystyle X-\zeta _{1},} puisque {\displaystyle F(\theta ,\zeta _{i})\neq 0} pour tout {\displaystyle i\neq 1}. Ainsi, {\displaystyle X-\zeta _{1}} s'obtient par simple extraction de P.G.C.D entre le polynôme {\displaystyle P} et {\displaystyle F(\theta ,X),} et {\displaystyle \zeta _{1}} est donc une fraction rationnelle de {\displaystyle \theta } sur {\displaystyle K.}
On démontrerait de la même manière que {\displaystyle \zeta _{i}} s'exprime rationnellement en fonction de {\displaystyle \theta ,} pour tout autre {\displaystyle i>1,} donc {\displaystyle K(\zeta _{1},\ldots ,\zeta _{n})=K(\theta ).}

### Remarque
Sans même supposer la normalité de {\displaystyle L/K}, la démonstration de Galois peut être largement améliorée et simplifiée, en se basant uniquement sur le théorème des fonctions symétriques : Par induction, il suffit de démontrer que toute extension de la forme {\displaystyle L=K(\alpha ,\beta )} est simple.
Soient {\displaystyle \alpha _{1},\ldots ,\alpha _{m}} les conjugués de {\displaystyle \alpha } sur {\displaystyle K}, 
avec {\displaystyle \alpha _{1}=\alpha }, et {\displaystyle \beta _{1},\ldots ,\beta _{n}} les conjugués de {\displaystyle \beta } sur {\displaystyle K}, avec {\displaystyle \beta _{1}=\beta }. Puisque {\displaystyle L/K} est séparable, {\displaystyle \alpha _{i}\neq \alpha _{j}} et {\displaystyle \beta _{i}\neq \beta _{j}} pour tout {\displaystyle i\neq j}.
Le polynôme {\displaystyle R(X)=\Pi _{(i,j)\neq (i',j')}{\big (}\alpha _{i}-\beta _{j}X-(\alpha _{i'}-\beta _{j'}X){\big )}} n'est pas 
identiquement nul, donc, puisque {\displaystyle K} est infini, il existe {\displaystyle \lambda \in K} tel que les
{\displaystyle \alpha _{i}+\lambda \beta _{j}} soient tous distincts les uns des autres.
Posons {\displaystyle \theta =\alpha +\lambda \beta }. On forme l'expression {\displaystyle E=\Pi _{j}(V-\alpha -\lambda \beta _{j})}, qui, étant symétrique en les {\displaystyle \beta _{j}}, est égale à {\displaystyle P(V,\alpha )} pour un certain polynôme {\displaystyle P(V,X)} sur {\displaystyle K} (théorème des fonctions symétriques). On a évidemment {\displaystyle P(\theta ,\alpha )=0}, et en vertu du choix de {\displaystyle \lambda }, il est clair que {\displaystyle P(\theta ,\alpha _{i})\neq 0} pour tout {\displaystyle i>1}; donc {\displaystyle X-\alpha } peut être obtenu par simple extraction de P.G.C.D. entre {\displaystyle P(\theta ,X)} et le polynôme minimal de {\displaystyle \alpha } sur {\displaystyle K}. Ainsi, {\displaystyle \alpha }, et par suite {\displaystyle \beta =(\theta -\alpha )/\lambda } est une fonction rationnelle de {\displaystyle \theta } : {\displaystyle K(\alpha ,\beta )=K(\theta )}. 
Ici, le point délicat de la démonstration de Galois a été « court-circuité, » parce qu'on a supposé que les {\displaystyle \beta _{i}} étaient les conjugués de {\displaystyle \beta } sur {\displaystyle K} et non pas sur {\displaystyle K(\alpha )}.